# Xylotype
Xylotype là một chi bướm đêm thuộc họ Noctuidae.

## Loài
- Xylotype arcadia Barnes & Benjamin, 1922
- Xylotype capax (Grote, 1868)